# Mariola Ruszczyńska
Mariola Ruszczyńska (ur. 11 lutego 1939, zm. 4 lipca 2019) – polska pilotka szybowcowa. 

## Życiorys
Naukę pilotażu zaczynała na kursie szybowcom w Lęborku, zaś dalsze szkolenie odbyła w Szkole Szybowcowej w Jeżowie Sudeckim i w Aeroklubie Jeleniogórskim. W 1964 zdobyła Srebrną, a w 1968 – Złotą Odznakę Szybowcową. W międzyczasie, w dniu 16 listopada 1968 na szybowcu „Bocian” uczestniczyła w locie na falę z Lidią Pazio ustanawiając rekordy Polski: wysokości absolutnej 8350 m oraz przewyższenia 7210 m.
Zmarła 4 lipca 2019 i została pochowana na nowym cmentarzu w Jeleniej Górze.

## Nagrody i odznaczenia
- 2011 Medal Dominika przyznawany najwspanialszym latającym kobietom[2].